# Avenue de la Brème
L'avenue de la Brème (en néerlandais : Brasemlaan) est une rue bruxelloise de la commune d'Auderghem. Perpendiculaire à la rue des Pêcheries, elle monte de l'avenue des Ablettes à l'avenue Charles Michiels sur une longueur de 130 mètres. La numérotation des habitations va de 1 à 25 pour le côté impair et de 2 à 34 pour le côté pair.

## Historique et description
Au XVIIe siècle, ces terrains (le Kasteelveld) appartenaient au chevalier Corneille de Man.
Cinq avenues furent tracées sur le Kasteelveld, selon décision du 6 juillet 1928. Le 13 juillet 1928, les noms pressentis pour les rues étaient : 
- avenue du Kasteelveld,
- avenue de Montgen,
- avenue de Beaulieu,
- avenue de Terlinden et
- avenue de Cordeboeuf.

Le 15 mai 1937, le collège leur choisit cependant le nom d'Avenue de la Brème.

### Origine du nom
Elle porte le nom de la brème, un  poisson de la famille des cyprinidés (famille des carpes) en l’honneur de l’étang de pêche situé plus bas.

## Situation et accès
| ___ | Ce site est desservi par la station de métro : Beaulieu. |

## Inventaire régional des biens remarquables
- Premier permis de bâtir délivré le 15 décembre 1938 pour le no 10.

## Galerie

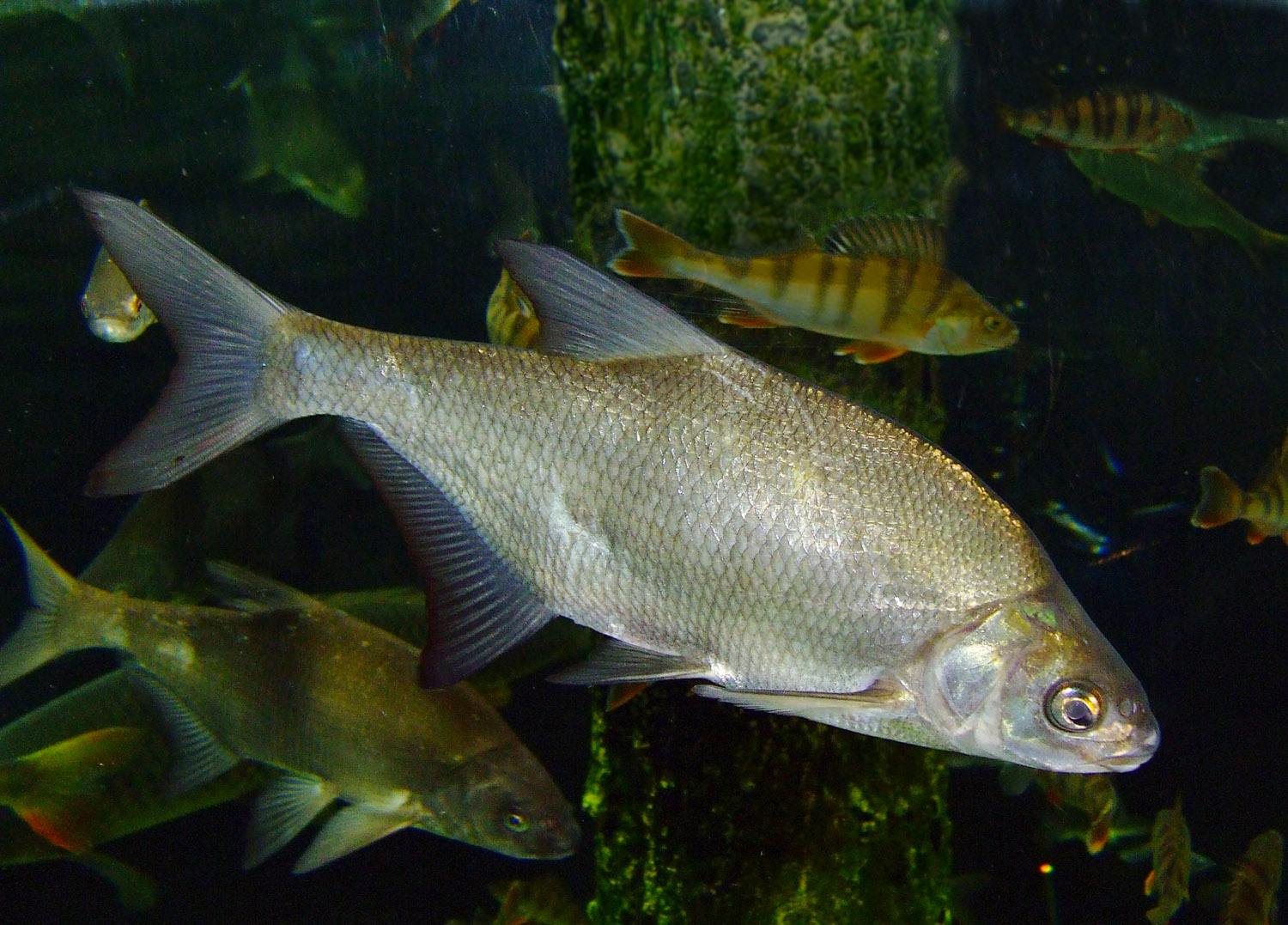
Poisson brême dont la rue porte le nom